# Урочище «Колодно № 1»
Уро́чище «Коло́дно № 1» — ботанічний заказник місцевого значення в Україні. Розташований на північ від села Чорний Ліс Тернопільського району Тернопільської області, в межах лісового урочища «Чорний ліс». 
Площа — 18,4. Створені відповідно до рішення Тернопільської обласної ради від 18 березня 1994 року зі змінами, затвердженими рішенням Тернопільської обласної ради від 27 квітня 2001 року № 238. Перебуває у віданні ДП «Кременецьке лісове господарство» (Вишнівецьке лісництво, кв. 52, вид. 8, 6, кв. 55, вид. 2, 3, 4). 
Під охороною — ділянка лісового урочища «Чорний ліс», у межах якої зростає цибуля ведмежа, занесена до Червоної книги України.